# Serra all'Erbitro
La Serra all'Èrbitro è una dorsale dell'isola d'Elba situata alle pendici del Monte Perone, di cui costituisce un contrafforte in direzione nord. Il toponimo è attestato dal XVII secolo e deriva da èrbitro, termine locale che designa l'arbusto del corbezzolo. Sulla sommità si trova la Villa Bigi, edificata nel 1959. A breve distanza esiste la cappella della Madonna del Buon Consiglio, risalente al XVIII secolo e un tempo chiamata Madonna dell'Èrbitro.

## Ambiente
La vegetazione è composta da macchia mediterranea di Arbutus unedo e Quercus ilex.